# 29 juillet aux Jeux olympiques d'été de 2012
Le dimanche 29 juillet aux Jeux olympiques d'été de 2012 est le cinquième jour de compétition.

## Programme
| Heure UTC+1 (Londres)                         |               |
| bleu                                          | Cérémonie     |
| neutre                                        | Épreuve       |
| or                                            | Finale        |
| orange                                        | Petite finale |
| rose                                          | Reporté       |
| gris                                          | Annulé        |
| Compétition masculine                         | Hommes        |
| Compétition féminine                          | Femmes        |
| Compétition mixte (hommes et femmes mélangés) | Mixte         |
| Compétition en couple (1 homme et 1 femme)    | Couple        |
| modifier                                      |               |

| Horaire  | Discipline Spécialité | Discipline Spécialité                    | Discipline Spécialité                         | Phase                       | Résultats                                                                     | Références |
| -------- | --------------------- | ---------------------------------------- | --------------------------------------------- | --------------------------- | ----------------------------------------------------------------------------- | ---------- |
| 8 h 30   |                       | Badminton                                | -                                             | Tours                       | -                                                                             | -          |
| 8 h 30   |                       | Hockey sur gazon Tournoi féminin         | Compétition femmes                            | Phase de poule Groupe B     | Nouvelle-Zélande 1 - 0 Australie                                              | -          |
| 9 h 00   |                       | Basket-ball Tournoi masculin             | Compétition hommes                            | Premier tour Groupe A       | Nigeria 60 - 56 Tunisie                                                       | -          |
| 9 h 00   |                       | Beach-volley Tournoi masculin            | Compétition hommes                            | Phase préliminaire          | -                                                                             | -          |
| 9 h 00   |                       | Beach-volley Tournoi féminin             | Compétition femmes                            | Phase préliminaire          | -                                                                             | -          |
| 9 h 00   |                       | Tennis de table Simple                   | Compétition femmes                            | 2e tour                     | -                                                                             | -          |
| 9 h 00   |                       | Tir Pistolet à 10 m air comprimé         | Compétition femmes                            | Qualifications              | -                                                                             | -          |
| 9 h 00   |                       | Tir Skeet                                | Compétition femmes                            | Qualifications              | -                                                                             | -          |
| 9 h 00   |                       | Tir à l'arc Par équipes                  | Compétition femmes                            | 8e de finale                | -                                                                             | -          |
| 9 h 30   |                       | Aviron Deux de couple                    | Compétition hommes                            | Repêchages                  | -                                                                             | -          |
| 9 h 30   |                       | Gymnastique artistique Qualifications    | Compétition femmes                            | Qualifications              | -                                                                             | -          |
| 9 h 30   |                       | Handball Tournoi masculin                | Compétition hommes                            | Tour Préliminaire Groupe A  | Islande 31 - 25 Argentine                                                     | -          |
| 9 h 30*  |                       | Judo Moins de 66 kg                      | Compétition hommes                            | 32e de finale               | -                                                                             | -          |
| 9 h 30*  |                       | Judo Moins de 66 kg                      | Compétition hommes                            | 16e de finale               | -                                                                             | -          |
| 9 h 30*  |                       | Judo Moins de 66 kg                      | Compétition hommes                            | 8e de finale                | -                                                                             | -          |
| 9 h 30*  |                       | Judo Moins de 66 kg                      | Compétition hommes                            | Quarts de finale            | -                                                                             | -          |
| 9 h 30*  |                       | Judo Moins de 52 kg                      | Compétition femmes                            | 16e de finale               | -                                                                             | -          |
| 9 h 30*  |                       | Judo Moins de 52 kg                      | Compétition femmes                            | 8e de finale                | -                                                                             | -          |
| 9 h 30*  |                       | Judo Moins de 52 kg                      | Compétition femmes                            | Quarts de finale            | -                                                                             | -          |
| 9 h 30   |                       | Volley-ball Tournoi masculin             | Compétition hommes                            | Phase Préliminaire Groupe A | Grande-Bretagne 0 - 3 Bulgarie                                                | -          |
| 9 h 40   |                       | Aviron Quatre sans barreur poids légers  | Compétition hommes                            | Repêchages                  | -                                                                             | -          |
| 9 h 50   |                       | Aviron Skiff                             | Compétition hommes                            | Repêchages                  | -                                                                             | -          |
| 10 h 00  |                       | Équitation Concours complet individuel   | Compétition mixte (hommes et femmes ensemble) | 2e jour                     | -                                                                             | -          |
| 10 h 00  |                       | Équitation Concours complet par équipes  | Compétition mixte (hommes et femmes ensemble) | 2e jour                     | -                                                                             | -          |
| 10 h 00  |                       | Haltérophilie - de 56 kg, Groupe B       | Compétition hommes                            | Compétition                 | -                                                                             | -          |
| 10 h 00  |                       | Natation 100 m dos                       | Compétition femmes                            | Séries                      | -                                                                             | -          |
| 10 h 00  |                       | Water-polo Tournoi masculin              | Compétition hommes                            | Phase préliminaire Groupe A | Grèce 6 - 8 Croatie                                                           | -          |
| 10 h 20  |                       | Aviron Skiff                             | Compétition femmes                            | Repêchages                  | -                                                                             | -          |
| 10 h 20  |                       | Natation 200 m nage libre                | Compétition hommes                            | Séries                      | -                                                                             | -          |
| 10 h 30  |                       | Escrime Sabre individuel                 | Compétition hommes                            | 32e de finale               | -                                                                             | -          |
| 10 h 40  |                       | Aviron Deux de couple poids légers       | Compétition femmes                            | Séries                      | -                                                                             | -          |
| 10 h 45  |                       | Hockey sur gazon Tournoi féminin         | Compétition femmes                            | Phase de poule Groupe A     | Pays-Bas 3 - 0 Belgique                                                       | -          |
| 10 h 51  |                       | Natation 100 m brasse                    | Compétition femmes                            | Séries                      | -                                                                             | -          |
| 11 h 00  |                       | Tennis de table Simple                   | Compétition hommes                            | 2e tour                     | -                                                                             | -          |
| 11 h 10  |                       | Aviron Deux de couple poids légers       | Compétition hommes                            | Séries                      | -                                                                             | -          |
| 11 h 13  |                       | Natation 100 m dos                       | Compétition hommes                            | Séries                      | -                                                                             | -          |
| 11 h 15  |                       | Basket-ball Tournoi masculin             | Compétition hommes                            | Premier tour Groupe B       | Brésil 75 - 71 Australie                                                      | -          |
| 11 h 15  |                       | Gymnastique artistique Qualifications    | Compétition femmes                            | Qualifications              | -                                                                             | -          |
| 11 h 15  |                       | Handball Tournoi masculin                | Compétition hommes                            | Tour Préliminaire Groupe B  | Croatie 31 - 21 Corée du Sud                                                  | -          |
| 11 h 20  |                       | Water-polo Tournoi masculin              | Compétition hommes                            | Phase préliminaire Groupe A | Kazakhstan 6 - 14 Espagne                                                     | -          |
| 11 h 30  |                       | Escrime Sabre individuel                 | Compétition hommes                            | 16e de finale               | -                                                                             | -          |
| 11 h 30  |                       | Tennis                                   | -                                             | Tours                       | -                                                                             | -          |
| 11 h 30  |                       | Volley-ball Tournoi masculin             | Compétition hommes                            | Phase Préliminaire Groupe B | Russie 3 - 0 Allemagne                                                        | -          |
| 11 h 33  |                       | Natation 400 m nage libre                | Compétition femmes                            | Séries                      | -                                                                             | -          |
| 11 h 45  |                       | Tir Pistolet à 10 m air comprimé         | Compétition femmes                            | Finale                      | Guo Wenjun (CHN) · Céline Goberville (FRA) · Olena Kostevych (UKR)            | -          |
| 11 h 50  |                       | Aviron Huit                              | Compétition femmes                            | Séries                      | -                                                                             | -          |
| 12 h 00  |                       | Cyclisme sur route Course en ligne       | Compétition femmes                            | Finale                      | Marianne Vos (NED) · Lizzie Armitstead (GBR) · Olga Zabelinskaïa (RUS)        | -          |
| 12 h 00  |                       | Football Tournoi masculin                | Compétition hommes                            | Tour Préliminaire Groupe C  | Égypte 1 - 1 Nouvelle-Zélande                                                 | -          |
| 12 h 00  |                       | Voile Finn                               | Compétition hommes                            | Course 1                    | -                                                                             | -          |
| 12 h 05  |                       | Natation Relais 4 × 100 m nage libre     | Compétition hommes                            | Séries                      | -                                                                             | -          |
| 12 h 30  |                       | Badminton                                | -                                             | Tours                       | -                                                                             | -          |
| 12 h 30  |                       | Haltérophilie - de 53 kg, Groupe B       | Compétition femmes                            | Compétition                 | -                                                                             | -          |
| 13 h 10  |                       | Escrime Sabre individuel                 | Compétition hommes                            | 8e de finale                | -                                                                             | -          |
| 13 h 30* |                       | Boxe Poids légers (-60 kg)               | Compétition hommes                            | 16e de finale               | -                                                                             | -          |
| 13 h 30  |                       | Canoë-kayak en eau vive/slalom C1        | Compétition hommes                            | Séries                      | -                                                                             | -          |
| 13 h 30  |                       | Tennis de table Simple                   | Compétition hommes                            | 2e tour                     | -                                                                             | -          |
| 13 h 30  |                       | Voile Finn                               | Compétition hommes                            | Course 2                    | -                                                                             | -          |
| 13 h 30  |                       | Voile Elliott 6m                         | Compétition femmes                            | -                           | -                                                                             | -          |
| 13 h 35  |                       | Voile Star                               | Compétition hommes                            | Course 1                    | -                                                                             | -          |
| 13 h 45  |                       | Hockey sur gazon Tournoi féminin         | Compétition femmes                            | Phase de poule Groupe A     | Chine 4 - 0 Corée du Sud                                                      | -          |
| 14 h 00* |                       | Judo Moins de 66 kg                      | Compétition hommes                            | Demi-finales                | -                                                                             | -          |
| 14 h 00* |                       | Judo Moins de 52 kg                      | Compétition femmes                            | Demi-finales                | -                                                                             | -          |
| 14 h 00* |                       | Judo Moins de 66 kg                      | Compétition hommes                            | Petite finale 1             | Pawel Zagrodnik (POL) 0101 - 110 Masashi Ebinuma (JPN)                        | -          |
| 14 h 00* |                       | Judo Moins de 66 kg                      | Compétition hommes                            | Petite finale 2             | Cho Jun-Ho (KOR) 000 - 0001 Sugoi Uriarte (ESP)                               | -          |
| 14 h 00* |                       | Judo Moins de 52 kg                      | Compétition femmes                            | Petite finale 1             | Marie Muller (LUX) 0001 - 000 Rosalba Forciniti (ITA)                         | -          |
| 14 h 00* |                       | Judo Moins de 52 kg                      | Compétition femmes                            | Petite finale 2             | Priscilla Gneto (FRA) 1012 - 0012 Ilse Heylen (BEL)                           | -          |
| 14 h 00  |                       | Tir Skeet                                | Compétition femmes                            | Finale                      | Kimberly Rhode (USA) · Wei Ning (CHN) · Danka Barteková (SVK)                 | -          |
| 14 h 10  |                       | Escrime Sabre individuel                 | Compétition hommes                            | Quarts de finale            | -                                                                             | -          |
| 14 h 10  |                       | Water-polo Tournoi masculin              | Compétition hommes                            | Phase préliminaire Groupe A | Italie 8 - 5 Australie                                                        | -          |
| 14 h 24  |                       | Canoë-kayak en eau vive/slalom K1        | Compétition hommes                            | Séries                      | -                                                                             | -          |
| 14 h 30  |                       | Basket-ball Tournoi masculin             | Compétition hommes                            | Premier tour Groupe A       | États-Unis 98 - 71 France                                                     | -          |
| 14 h 30  |                       | Beach-volley Tournoi masculin            | Compétition hommes                            | Phase préliminaire          | -                                                                             | -          |
| 14 h 30  |                       | Beach-volley Tournoi féminin             | Compétition femmes                            | Phase préliminaire          | -                                                                             | -          |
| 14 h 30  |                       | Football Tournoi masculin                | Compétition hommes                            | Tour Préliminaire Groupe B  | Mexique 2 - 0 Gabon                                                           | -          |
| 14 h 30  |                       | Handball Tournoi masculin                | Compétition hommes                            | Tour Préliminaire Groupe A  | Suède 28 - 21 Tunisie                                                         | -          |
| 14 h 45  |                       | Gymnastique artistique Qualifications    | Compétition femmes                            | Qualifications              | -                                                                             | -          |
| 14 h 45  |                       | Volley-ball Tournoi masculin             | Compétition hommes                            | Phase Préliminaire Groupe A | Australie 0 - 3 Argentine                                                     | -          |
| 14 h 50* |                       | Voile Star                               | Compétition hommes                            | Course 2                    | -                                                                             | -          |
| 15 h 00* |                       | Boxe Poids welters (-69 kg)              | Compétition hommes                            | 16e de finale               | -                                                                             | -          |
| 15 h 00  |                       | Football Tournoi masculin                | Compétition hommes                            | Tour Préliminaire Groupe C  | Brésil 3 - 1 Biélorussie                                                      | -          |
| 15 h 00  |                       | Plongeon Tremplin à 3 mètres synchronisé | Compétition femmes                            | Finale                      | Chine · États-Unis · Canada                                                   | -          |
| 15 h 00  |                       | Tir à l'arc Par équipes                  | Compétition femmes                            | Quart de finale             | -                                                                             | -          |
| 15 h 30  |                       | Haltérophilie - de 53 kg, Groupe A       | Compétition femmes                            | Finale                      | Zulfiya Chinshanlo (KAZ) · Hsu Shu-Ching (TPE) · Cristina Iovu (MDA)          | -          |
| 15 h 30  |                       | Water-polo Tournoi masculin              | Compétition hommes                            | Phase préliminaire Groupe A | Hongrie 10 - 14 Serbie                                                        | -          |
| 16 h 00  |                       | Hockey sur gazon Tournoi féminin         | Compétition femmes                            | Phase de poule Groupe B     | Argentine 7 - 1 Afrique du Sud                                                | -          |
| 16 h 00* |                       | Judo Moins de 52 kg                      | Compétition femmes                            | Finale                      | Yanet Bermoy Acosta (CUB) 000 - 001 An Kum-Ae (PRK)                           | -          |
| 16 h 10* |                       | Judo Moins de 66 kg                      | Compétition hommes                            | Finale                      | Miklós Ungvári (HUN) 0001 - 001 Lasha Shavdatuashvili (GEO)                   | -          |
| 16 h 15  |                       | Handball Tournoi masculin                | Compétition hommes                            | Tour Préliminaire Groupe B  | Espagne 26 - 21 Serbie                                                        | -          |
| 16 h 30  |                       | Gymnastique artistique Qualifications    | Compétition femmes                            | Qualifications              | -                                                                             | -          |
| 16 h 40  |                       | Tir à l'arc Par équipes                  | Compétition femmes                            | Demi-finales                | -                                                                             | -          |
| 16 h 45  |                       | Basket-ball Tournoi masculin             | Compétition hommes                            | Premier tour Groupe B       | Espagne 97 - 81 Chine                                                         | -          |
| 16 h 45  |                       | Volley-ball Tournoi masculin             | Compétition hommes                            | Phase Préliminaire Groupe B | États-Unis 3 - 0 Serbie                                                       | -          |
| 17 h 00  |                       | Football Tournoi masculin                | Compétition hommes                            | Tour Préliminaire Groupe A  | Sénégal 2 - 0 Uruguay                                                         | -          |
| 17 h 00  |                       | Football Tournoi masculin                | Compétition hommes                            | Tour Préliminaire Groupe D  | Japon 1 - 0 Maroc                                                             | -          |
| 17 h 15  |                       | Football Tournoi masculin                | Compétition hommes                            | Tour Préliminaire Groupe B  | Corée du Sud 2 - 1 Suisse                                                     | -          |
| 17 h 33  |                       | Tir à l'arc Par équipes                  | Compétition femmes                            | Petite finale               | Japon 209 - 207 Russie                                                        | -          |
| 18 h 00  |                       | Escrime Sabre individuel                 | Compétition hommes                            | Demi-finales                | -                                                                             | -          |
| 18 h 00  |                       | Tennis de table Simple                   | Compétition femmes                            | 3e tour                     | -                                                                             | -          |
| 18 h 01  |                       | Tir à l'arc Par équipes                  | Compétition femmes                            | Finale                      | Corée du Sud 210 - 209 Chine                                                  | -          |
| 18 h 20  |                       | Water-polo Tournoi masculin              | Compétition hommes                            | Phase préliminaire Groupe A | Roumanie 13 - 4 Grande-Bretagne                                               | -          |
| 18 h 30  |                       | Badminton                                | -                                             | Tours                       | -                                                                             | -          |
| 18 h 50  |                       | Escrime Sabre individuel                 | Compétition hommes                            | Petite finale               | Nikolay Kovalev (RUS) 15 - 10 Rareș Dumitrescu (ROU)                          | -          |
| 19 h 00  |                       | Haltérophilie - de 56 kg, Groupe A       | Compétition hommes                            | Finale                      | Om Yun-Chol (PRK) · Wu Jingbiao (CHN) · Trần Lê Quốc Toàn (VIE)               | -          |
| 19 h 00  |                       | Hockey sur gazon Tournoi féminin         | Compétition femmes                            | Phase de poule Groupe A     | Grande-Bretagne 4 - 0 Japon                                                   | -          |
| 19 h 10  |                       | Escrime Sabre individuel                 | Compétition hommes                            | Finale                      | Aron Szilagyi (HUN) 15 - 8 Diego Occhiuzzi (ITA)                              | -          |
| 19 h 30  |                       | Handball Tournoi masculin                | Compétition hommes                            | Tour Préliminaire Groupe A  | France 44 - 15 Grande-Bretagne                                                | -          |
| 19 h 30  |                       | Natation 100 m papillon                  | Compétition femmes                            | Finale                      | Dana Vollmer (USA) · Lu Ying (CHN) · Alicia Coutts (AUS)                      | -          |
| 19 h 37  |                       | Natation 200 m nage libre                | Compétition hommes                            | Demi-finales                | -                                                                             | -          |
| 19 h 40  |                       | Water-polo Tournoi masculin              | Compétition hommes                            | Phase préliminaire Groupe A | Monténégro 7 - 8 États-Unis                                                   | -          |
| 19 h 45  |                       | Football Tournoi masculin                | Compétition hommes                            | Tour Préliminaire Groupe A  | Grande-Bretagne 3 - 1 Émirats arabes unis                                     | -          |
| 19 h 45  |                       | Football Tournoi masculin                | Compétition hommes                            | Tour Préliminaire Groupe D  | Espagne 0 - 1 Honduras                                                        | -          |
| 19 h 48  |                       | Natation 100 m brasse                    | Compétition femmes                            | Demi-finales                | -                                                                             | -          |
| 20 h 00  |                       | Basket-ball Tournoi masculin             | Compétition hommes                            | Premier tour Groupe B       | Russie 95 - 75 Grande-Bretagne                                                | -          |
| 20 h 00  |                       | Beach-volley Tournoi féminin             | Compétition femmes                            | Phase préliminaire          | -                                                                             | -          |
| 20 h 00  |                       | Beach-volley Tournoi masculin            | Compétition hommes                            | Phase préliminaire          | -                                                                             | -          |
| 20 h 00  |                       | Gymnastique artistique Qualifications    | Compétition femmes                            | Qualifications              | -                                                                             | -          |
| 20 h 00  |                       | Volley-ball Tournoi masculin             | Compétition hommes                            | Phase Préliminaire Groupe A | Italie 1 - 3 Pologne                                                          | -          |
| 20 h 11  |                       | Natation 100 m brasse                    | Compétition hommes                            | Finale                      | Cameron van der Burgh (RSA) · Christian Sprenger (AUS) · Brendan Hansen (USA) | -          |
| 20 h 15  |                       | Natation 400 m nage libre                | Compétition femmes                            | Finale                      | Camille Muffat (FRA) · Allison Schmitt (USA) · Rebecca Adlington (GBR)        | -          |
| 20 h 25  |                       | Natation 100 m dos                       | Compétition hommes                            | Demi-finales                | -                                                                             | -          |
| 20 h 30* |                       | Boxe Poids légers (-60 kg)               | Compétition hommes                            | 16e de finale               | -                                                                             | -          |
| 20 h 44  |                       | Natation 100 m dos                       | Compétition femmes                            | Demi-finales                | -                                                                             | -          |
| 20 h 54  |                       | Natation Relais 4 × 100 m nage libre     | Compétition hommes                            | Finale                      | France · États-Unis · Russie                                                  | -          |
| 21 h 15  |                       | Handball Tournoi masculin                | Compétition hommes                            | Tour Préliminaire Groupe B  | Hongrie 25 - 27 Danemark                                                      | -          |
| 21 h 15  |                       | Hockey sur gazon Tournoi féminin         | Compétition femmes                            | Phase de poule Groupe B     | Allemagne 2 - 1 États-Unis                                                    | -          |
| 22 h 00* |                       | Boxe Poids welters (-69 kg)              | Compétition hommes                            | 16e de finale               | -                                                                             | -          |
| 22 h 00  |                       | Volley-ball Tournoi masculin             | Compétition hommes                            | Phase Préliminaire Groupe B | Brésil 3 - 0 Tunisie                                                          | -          |
| 22 h 15  |                       | Basket-ball Tournoi masculin             | Compétition hommes                            | Premier tour Groupe A       | Argentine 102 - 79 Lituanie                                                   | -          |

* Date du début estimée

## Tableaux des médailles
- Pays organisateur (Royaume-Uni)

| Rang  | Nation          | Or | Argent | Bronze | Total |
| ----- | --------------- | -- | ------ | ------ | ----- |
| 1     | Chine           | 2  | 4      | 0      | 6     |
| 2     | États-Unis      | 2  | 3      | 1      | 6     |
| 3     | France          | 2  | 1      | 1      | 4     |
| 4     | Corée du Nord   | 2  | 0      | 0      | 2     |
| 5     | Hongrie         | 1  | 1      | 0      | 2     |
| 6     | Corée du Sud    | 1  | 0      | 1      | 2     |
| 7     | Géorgie         | 1  | 0      | 0      | 1     |
| 7     | Kazakhstan      | 1  | 0      | 0      | 1     |
| 7     | Pays-Bas        | 1  | 0      | 0      | 1     |
| 7     | Afrique du Sud  | 1  | 0      | 0      | 1     |
| 11    | Australie       | 0  | 1      | 1      | 2     |
| 11    | Grande-Bretagne | 0  | 1      | 1      | 2     |
| 11    | Italie          | 0  | 1      | 1      | 2     |
| 14    | Cuba            | 0  | 1      | 0      | 1     |
| 14    | Taipei chinois  | 0  | 1      | 0      | 1     |
| 16    | Russie          | 0  | 0      | 3      | 3     |
| 17    | Japon           | 0  | 0      | 2      | 2     |
| 18    | Azerbaïdjan     | 0  | 0      | 1      | 1     |
| 18    | Canada          | 0  | 0      | 1      | 1     |
| 18    | Moldavie        | 0  | 0      | 1      | 1     |
| 18    | Slovénie        | 0  | 0      | 1      | 1     |
| 18    | Ukraine         | 0  | 0      | 1      | 1     |
| Total | Total           | 14 | 14     | 16     | 44    |

| Rang  | Nation          | Or | Argent | Bronze | Total |
| ----- | --------------- | -- | ------ | ------ | ----- |
| 1     | Chine           | 6  | 4      | 2      | 12    |
| 2     | États-Unis      | 3  | 5      | 3      | 11    |
| 3     | Italie          | 2  | 3      | 2      | 7     |
| 4     | Corée du Sud    | 2  | 1      | 2      | 5     |
| 5     | France          | 2  | 1      | 1      | 4     |
| 6     | Corée du Nord   | 2  | 0      | 1      | 3     |
| 7     | Kazakhstan      | 2  | 0      | 0      | 2     |
| 8     | Australie       | 1  | 1      | 1      | 3     |
| 8     | Brésil          | 1  | 1      | 1      | 3     |
| 8     | Hongrie         | 1  | 1      | 1      | 3     |
| 11    | Pays-Bas        | 1  | 1      | 0      | 2     |
| 12    | Russie          | 1  | 0      | 3      | 4     |
| 13    | Géorgie         | 1  | 0      | 0      | 1     |
| 13    | Afrique du Sud  | 1  | 0      | 0      | 1     |
| 15    | Japon           | 0  | 2      | 3      | 5     |
| 16    | Grande-Bretagne | 0  | 1      | 1      | 2     |
| 17    | Colombie        | 0  | 1      | 0      | 1     |
| 17    | Cuba            | 0  | 1      | 0      | 1     |
| 17    | Pologne         | 0  | 1      | 0      | 1     |
| 17    | Roumanie        | 0  | 1      | 0      | 1     |
| 17    | Taipei chinois  | 0  | 1      | 0      | 1     |
| 22    | Azerbaïdjan     | 0  | 0      | 1      | 1     |
| 22    | Belgique        | 0  | 0      | 1      | 1     |
| 22    | Canada          | 0  | 0      | 1      | 1     |
| 22    | Moldavie        | 0  | 0      | 1      | 1     |
| 22    | Norvège         | 0  | 0      | 1      | 1     |
| 22    | Serbie          | 0  | 0      | 1      | 1     |
| 22    | Slovaquie       | 0  | 0      | 1      | 1     |
| 22    | Ukraine         | 0  | 0      | 1      | 1     |
| 22    | Ouzbékistan     | 0  | 0      | 1      | 1     |
| Total | Total           | 26 | 26     | 30     | 82    |